# Rossell
Rossell – gmina w Hiszpanii, w prowincji Castellón, we wspólnocie autonomicznej Walencja, o powierzchni 74,93 km². W 2011 roku liczyła 1160 mieszkańców.